# Малий Дол (Комен)
Малий Дол (словен. Mali Dol) — поселення в общині Комен, Регіон Обално-крашка, Словенія. Висота над рівнем моря: 233,3 м.